# Дмитар Ђорђевић Веселиновић
Дмитар Ђорђевић Веселиновић (1838−1894) био је клесар из Горачића. Један је од драгачевских каменорезаца чије је занатско умеће достизало домете уметности.
Потомак је породице Веселиновић, а на споменицима се потписивао се као Ђорђевић, понекад и као Ђоковић, у знак поштовања оцу Ђорђу-Ђоку, истакнутом учеснику Другог српског устанка.

## Живот
О животу овог мајстора мало се зна. Могуће да је клесарско умеће учио код знаменитог Радосава Чикириза (1823-1864). Споменике је израђивао од Светоандрејске скупштине (1858) до Горачићке буне (1893). Највише споменика му је сачувано на горачићким гробљима, посебно на Ружичића гробљу, у којем и сам почива:
ДМИТАР Веселиновић
из Горачића
1838-1894
Овај спомен подижу
унуци Милош и Драгутин

## Дело
У целини, дела му одишу ликовном свежином и орнаменталном лепотом која одају изворног мајстора.
Споменике је израђивао у облику стубова од пешчара, које је бојио користећи плаву и нарочито зелену боју, па су му надимку Жуња пријатељи додавали епитет Зеленгуза.
У младости је претрпео знатан утицај Радосава Чикирза и готово му је раван у клесању орнаментике и розета, малтешких и копљастокраких крстова, а посебно оружја - кубура, пушака кремењача и великих сабаља са кићанком на балчаку. Није био вешт у урезивању ликивних представа покојника. Поједине споменике клесао је заједно са Глишом Дмитрићем.
У рукопису се издвајао од осталих каменорезаца - слова су му плитка, неједнаког размака и величине. Почео је да клесари у време забране Вуковог правописа, па се све до Јаворског рата у његовим натписима срећу су старословенска слова: Я, Ю,  тврди знак, а поготово староставно İ, по коме је препознатљив.
На споменицима се потписивао са:
Мајсторија и израда Дмитра Ђорђевића
Писа Дмитар Ђорђевић из Горачића својеручно

## Епитафи
Натписе је најчешће почињао уобичајеним: Овде почива тело блажено упокојеног раба Божиег.
Творац је оригиналних епиграфских састава у којима често користи старосавне речи: житељ, блажено упокојени, благородни, прочитаније итд. Препознатљив је по мајсторским урезима дугих, „поетски понесених” текстова у којима се угледао на народну епику:
Споменик оцу Ђорђу Веселиновићу (†1846) (Горачићи – Ружичића гробље)
Овде почива Раб Божи
ЂОРЂЕ ВЕСЕЛИНОВИЋ
кои поживи 60 : г
а умре 27 М : у 1846
Бог даму душу прости
1816 лето
Када е на Чачку
народна слава синула
и Србија са себе ланце скинула
и ћаја пашина сила покисла
и Србија турке потисла
тада е покојни Ђорђе
допао о[д] турски пушака 7 рана
а поменуга каменорезац Дмитар
и Лазар синови его
своим трудом 1867
Споменик Петру Јаковљевићу (†1867) (Горачићи – Јаковљевићи)
Приђи ближе : мили роде :
и прочитаи : подпис : овде :
кои : показуе : красног : младића :
ПЕТРА : ЈАКОВЛЕВИЋА
преселисе у вечну кућу :
у најлеп : цвету од : 18 : годи :
своме роду : на велику жалос
у: 1867 г.
зовни мене : моја слатка маико
зовни мене да сам код тебе
оваи билег : подигошему :
милан и радосав чиче
и милош : отац его
за вечни спомен
а подписа : дм[итар] ђо[рђевић]
Споменик Јеврему Царевићу (†1867) (Горачићи – Сјеничића гробље)
О љубезни слатки роде
прочитајте подпис овде
кои показуе.
блаженоупокоеног раба божиег :
краброг Србина
ЕВРЕМА Царевића
житела горачког :
преседатела целе општине горачке :
коие од своег рођена
42 г. живио а од Христа (...)
1867. (...) маја
блаженост са вечностиу променио.
Бог да му душу прости.
Спомен подиже
благодарна супруга [Стамена]
своме : мужу : за вечни спомен
у 1868. год.
и за наше верно љубавно живоване
за 20. година.
Прости Еко и Бог да те прости.
Писа Митар : ђорђевић с.р.
Споменик Ђорђу Пандуревићу (†1867) (Лиса – Шулубуре)
Приђи ближе мили роде
те прочитај овај надгробни спомен
гди почива Раб Божи
ЂОРЂЕ
ожалости свога оца
Сретена Пандуревића
и маике Анђелије
у С : Лисе
и кои чесно и поштено
поживи 21 год :
и претависе у вечност
у најлепшем цвету
на велику жалост роду свом
27 ноембра у 1867 Г.
Оваи спомен подижему
Сретен ожалошћени отац
и Василие чича : са Анђелиом :
тешко уцвељеном мајком Ђорђевом
Писа дмитар ђорђевић из С. Горачића
и Глишо Дмитрић из Котраже
Споменик Вићентију Стевановићу (†1871) (Горачићи – Черговиште)
Овде почива :
раб божи :
ВИЋЕНТИЈЕ Стевановић
водник I : класе народне : војске :
кои : верно : и усрдно
4 : године книаза
и отечество : служио :
Поживи 31 : г.
умре : 5-ог дец. у 1871 : г.
Оваи знак подигоше му
Сретен Јован и Коста
поштована браћа
и Милое едини син : Его
у 1878 г.
Споменик Владимиру Стевановићу (†1876) (Горачићи – Черговиште)
Оваи знак
показуе краброг : Србина
ВЛАДИМИРА Стевановића
воиника III класе
коие на Пазару 24 јуна 1876 год
бранећи се: од турака погинуо :
Бог да му душу прости.
Оваи : билег : ударишему :
Ружица : супруга :
и Радомир
едини син его
у 1880 го.
Споменик Луки Терзићу (†1877) (Горачићи – Сјеничића гробље)
ИС ХС НИ КА
Приђи ближе : србски роде :
и прочитаи подпис : овде :
кои показуе : краброг : Србина
ЛУКУ Терзића :
кои поживи 28 г.
а погибе : н[а] Куршумлији
26г децембра : у 1877 г.
као вредан воиник I класе
народне воиске.
борећи се : са турцима
а : бранећи : себе и србску славу
а саранисе у Алексинцу
а споменуга Марко Доман[овић]
[и] Јелена супруга его.
Два младенца покоиног Луке
што погибе од душманске руке
МИЛКА
умре у петои години
а МИЛЕНКО
од године дана у 1876 г.
Споменик Цмиљки Јаковљевић (†1881) (Горачићи – Јаковљевићи)
Овде тико почива раба Божија
ЦМИЉКА
супруга поч. Милоша Јаковлевића.
из овог села горачића
а која чесно и поштено
поживила 48 година,
а преставила се у Вјечни Живот
10-тог августа у 1881 год
Бог даиои душу прости
овај надгробни спомен
подиже њен девер радосав
из поштовања
и њен син Тиосав
1881
писа Дмитар Ђоковић
и Глишо Дмитрић
Споменик Сретену Стевановићу (†1890) (Горачићи – Черговиште)
Овде
пред овим дичним споменом
тико почива блажено упокоени
раб: божи
СРЕТЕН М: СТЕВАНОВИЋ
уважени грађанин
и бивши кмет овог села горачића
земљоделац великорадниј
кои чесно поживи 60 година
преставиосе :
3-ћег ноембра у 1890 године
Бог да му душу прости
А овај му надгробни знак подиже
брат коста и милое синовац
когае покојник наследником звао
Ер он: није порода имао
писа каменорезац
Дмитар : В[еселиновић] Ђорђевић ср